# João de Santarém
João de Santarém fou un navegant i explorador portuguès que va navegar pel golf de Guinea durant la segona meitat del segle xv. Junt amb Pêro Escobar se li atribueix la descoberta de la vila de Sassandra a la Costa d'Ivori i les illes de São Tomé el 21 de desembre de 1471 i de Príncipe pocs dies després.